# Birioussinsk
Birioussinsk (en russe : Бирюсинск) est une ville de l'oblast d'Irkoutsk, en Russie. Sa population s'élevait à 8 401 habitants en 2021.

## Géographie
Birioussinsk est située sur la rive droite de la rivière Birioussa, dans le bassin de l'Angara, à 12 km de Taïchet, à 657 km au nord-ouest d'Irkoutsk et à 3 637 km à l'est de Moscou.

## Histoire
Birioussinsk a d'abord été un hameau fondé en 1897 nommé Souïetikha, d'après la rivière Souïetikha. Elle reçut le statut de commune urbaine en 1935 et celui de ville en 1967 et fut alors renommée Birioussinsk, d'après le nom de la rivière Birioussa.

## Population
Recensements ou estimations de la population
| 1970*  | 1979*  | 1989*  | 2002*  | 2006  |
| ------ | ------ | ------ | ------ | ----- |
| 13 461 | 12 676 | 12 066 | 10 004 | 9 642 |

| 2010* | 2012  | 2013  | 2014  | 2015  |
| ----- | ----- | ----- | ----- | ----- |
| 8 981 | 8 815 | 8 701 | 8 602 | 8 545 |

| 2016  | 2017  | 2018  | 2019  | 2020  |
| ----- | ----- | ----- | ----- | ----- |
| 8 484 | 8 477 | 8 497 | 8 430 | 8 416 |

| 2021  | - | - | - | - |
| ----- | - | - | - | - |
| 8 401 | - | - | - | - |

## Économie
L'exploitation forestière et la transformation du bois sont les principales activités de la ville.

## Transports
La gare ferroviaire de Birioussinsk sur le Transsibérien se trouve à 4 503 km depuis Moscou et à 4 785 km de Vladivostok.